# 5655 Barney
5655 Barney è un asteroide della fascia principale. Scoperto nel 1973, presenta un'orbita caratterizzata da un semiasse maggiore pari a 2,5790242 UA e da un'eccentricità di 0,0381493, inclinata di 14,49117° rispetto all'eclittica.